# Военный контингент Фиджи в Ираке
Военный контингент Фиджи в Ираке — подразделение вооружённых сил Фиджи, принимавшее участие в войне в Ираке.

## История
После того, как вооружённые нападения на подразделения американских и британских войск в Ираке участились, заинтересованность военно-политического руководства США в привлечении к операции в Ираке войск других стран увеличилась. 
Уже в конце мая 2003 года (после того, как правительство ФРГ отказалось от выделения войск для службы в польской зоне оккупации Ирака), возможность привлечения войск Фиджи для деятельности на территории Ирака обсуждалась на встрече военно-политического руководства США, Великобритании и Польши; при этом польские политики предлагали, чтобы войска Фиджи были направлены именно в польскую зону оккупации. 
В соответствии с резолюцией Совета Безопасности ООН № 1500 от 14 августа 2003 года была создана миссия ООН по содействию Ираку (United Nations Assistance Mission for Iraq, UNAMI).
17 ноября 2003 года стало известно, что правительство США ведёт переговоры с правительством Фиджи о отправке военного подразделения в Ирак. Посол США на Фиджи Д. Лион сообщил, что США возьмут на себя обеспечение этого подразделения униформой, снаряжением, стрелковым оружием и транспортом.
21 октября 2004 года правительство Фиджи объявило о согласии отправить военный контингент из 130 военнослужащих в Ирак. Основной задачей этого подразделения должны были стать охрана представительства ООН в "зелёной зоне" Багдада и обеспечение безопасности сотрудников ООН. Военный контингент Фиджи находился в подчинении миссии ООН и представлял собой неполный пехотный батальон со стрелковым оружием (автоматами M16). Продолжительность службы в Ираке составляла 12 месяцев, в дальнейшем производилась замена личного состава.
30 августа 2006 года по просьбе ООН общая численность контингента Фиджи в Ираке была увеличена на 34 военнослужащих, а в дальнейшем - увеличена до 223 военнослужащих.
15 декабря 2011 года США объявили о победе и официальном завершении Иракской войны, однако боевые действия в стране продолжались.
В июне 2014 года боевики "Исламского государства" начали масштабное наступление на севере Ирака, после чего положение в стране осложнилось. 29 июня 2014 года на занятых ИГИЛ территориях Ирака был провозглашен халифат. 5 сентября 2014 года на саммите НАТО в Уэльсе глава государственного департамента США Джон Керри официально обратился к главам стран-союзников с призывом присоединиться к борьбе с ИГИЛ. 22-23 сентября 2014 года США стали наносить авиаудары по занятым ИГИЛ районам Ирака.
12 сентября 2018 года Республика Фиджи присоединилась к участию в этой операции. Доставку контингента в Ирак осуществляли ВВС Австралии (выделившие для этой цели транспортный самолёт С-17А).
После начала эпидемии COVID-19 (распространившейся на Ирак), в марте 2020 года было принято решение вывести всех военнослужащих из Ирака, основная часть военнослужащих вернулась на Фиджи 12 марта 2020. 
30 марта 2021 года в больнице в Багдаде умер уоррент-офицер вооружённых сил Фиджи по имени Tomasi Dau Saumadu (служивший старшим санитаром в составе подразделения UNGU, обеспечивавшего охрану объектов и персонала ООН в Ираке). Причиной смерти изначально был назван "сердечный приступ", но в результате проведённого после смерти медицинского исследования 2 апреля 2021 было установлено, что он был болен коронавирусом.

## Результаты
По официальным данным ООН, потери контингента Фиджи в Ираке составили 11 человек погибшими и ещё несколько - заболевшими COVID-19.
В перечисленные выше потери не включены потери «контрактников» сил коалиции (сотрудники иностранных частных военных и охранных компаний, компаний по разминированию, экипажи авиатехники, а также иной гражданский персонал, действующий в Ираке с разрешения и в интересах стран коалиции).
Среди сотрудников частных охранных и военных компаний на территории Ирака уже в 2003 году были граждане Фиджи. По данным из открытых источников, в числе потерь «контрактников» международной коалиции в Ираке — по меньшей мере несколько убитых и раненых граждан Фиджи.